# 孫紹
孫紹（？—3世紀），表字不詳，吳郡富春（今浙江杭州富陽）人，東漢末三國時人物，東吳宗室，是長沙桓王孫策之子，229年孫權稱帝時受封為吳侯。後改封為上虞侯。孙绍死后由儿子孙奉袭爵。

## 后人
- 孫奉，孫紹子，繼承上虞侯爵位。至吳末帝孫皓在位時，民間有傳聞孫皓已死，孫奉或孫奮其中一個會當上皇帝，導致不久后二人都被誅杀。
- 《唐杭州灵隐山天竺寺大德诜法师塔铭》記載，唐朝僧人大德诜法师为孙策十三世孙，史書仅載孙策子孙绍，该法师應为孙绍后人。

## 動漫
- 《火鳳燎原》（陳某）、火鳳燎原外傳小說《伯符》（王貽興）：尚未登場，僅外傳小說交代分別於孫權稱帝後拜祭兄長及孫權臨終時登場，使孫權及老臣們錯認為孫策。